# Gunnar Gren
Johan Gunnar Gren (né le 31 octobre 1920 à Göteborg en Suède et mort le 10 novembre 1991 dans la même ville) est un footballeur international suédois qui jouait en tant qu'attaquant, avant d'ensuite devenir entraîneur.
Surnommé Il Professore, il est considéré comme un des meilleurs footballeurs suédois de l'histoire, et a principalement évolué pour le club lombard du Milan AC (étant célèbre pour avoir fait partie du trio offensif suédois du club appelé « Gre-No-Li ») ainsi qu'avec l'équipe de Suède (qui a notamment disputé la finale de la coupe du monde de football 1958).

## Biographie

### Joueur

#### En club
Gren naît en 1920 à Göteborg (dans le quartier Oscar Fredriks) de Gerda Maria Olsson et Joahn Olsson, charpentier, grandissant ensuite dans le quartier de sa ville natale de Majorna. Il commence à jouer au football dès son plus jeune âge, sport auquel il excelle très tôt.
Le 7 octobre 1934, le président de la Göteborgs Fotbollförbund Carl "Ceve" Linde tient un concours de jongles, finalement remporté par Gren alors âge de 13 ans (il se fit remettre une plaque de bronze). Le journal local Göteborgs Sport Bladet écrivit alors un papier sur le jeune prodige qui évoluait à l'époque avec le club du Bollklubben Strix.
Durant sa jeunesse, il évolua ensuite avec les clubs du Lindholmens BK et du GAIK avant de signer chez le Gårda BK.
En 1937, il fait ses débuts professionnels en équipe première avec le Gårda BK, qui le fait débuter en Allsvenskan le 1er septembre 1938 lors d'un match nul 0-0 contre Malmö FF. Il inscrit au total 16 buts en 54 matchs pour le club.
En 1941, il est recruté par le grand club de sa ville, l'IFK Göteborg, jouant son premier match en août 1941 lors d'un succès 6-1 contre le Gårda BK, son ancien club (match au cours duquel il inscrivit un but). Durant sa période au club, Gren remporte le championnat de Suède lors de sa première saison au club en 1941-42, avant d'être couronné collectivement (vainqueur du Guldbollen en 1946 et meilleur buteur du championnat en 1946-1947 avec 18 buts). Il dispute sa dernière rencontre avec le club le 6 juin 1949 lors d'une défaite 1-0 contre l'IFK Norrköping au Gamla Ullevi.
Au total, il a joué 164 matchs pour 78 buts avec les "Blue".

« Il est le chef d'orchestre de la partition offensive rossonera, dans une symphonie digne du cinquantenaire de Verdi [...]. »

— Luigi La Rocca, Milan, 2001

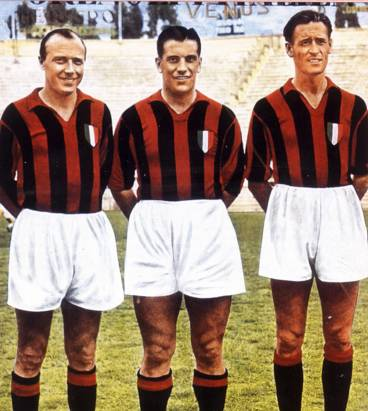
Gren (à gauche) avec Gunnar Nordahl et Nils Liedholm à l'AC Milan, formant le trio du « Gre-No-Li »,.

Il part ensuite tenter sa chance en Italie, et rejoint l'équipe lombarde de l'AC Milan où il évolue avec deux compatriotes, les Suédois Gunnar Nordahl et Nils Liedholm. Il fait ses grands débuts avec le club milanais le 11 septembre 1949 lors d'un match de Serie A contre la Sampdoria (victoire à l'extérieur 3-1).
Il s'impose rapidement au sein de l'effectif rossonero jusqu'à faire même devenir le « Gre » du fameux trio offensif suédois du club « Gre-No-Li » (Gre pour Gren, No pour Nordahl et Li pour Liedholm). Le trio inscrivit notamment à lui seul 118 buts en 38 matchs lors de la seule saison 1949-50.
Surnommé à Milan Il Professore (le professeur), il remporte le scudetto lors de la saison 1950-51 puis la Coupe Latine la même année.
Au total, Gunnar Gren a disputé 137 matchs et inscrit 38 buts avec le Milan AC (dont 133 matchs en Serie A), avant de quitter le club en 1953 pour la Fiorentina (il fut également un temps entraîneur-joueur brièvement durant l'année 1953). Il joue son dernier match avec le club de Lombardie le 7 juin 1953 lors d'une défaite en coupe latine 3-0 contre le Stade de Reims.
En Toscane, il joue au total 55 matchs et inscrit 5 buts, avant de changer d'équipe en 195 pour le Genoa CFC, où il dispute en tout 29 matchs et inscrit 2 buts.
Fatigué de l'Italie, Gren décide alors de rentrer au pays et retourne en Suède en 1956. Il repart dans sa ville d'origine pour évoluer avec le club de l'Örgryte IS en tant qu'entraîneur-joueur. Après avoir raccroché les crampons une première fois en 1959, Gren retente une dernière expérience avant la fin de sa carrière de joueur et signe avec le GAIS pour trois saisons en 1961.
Il joua ensuite durant quelque temps avec divers clubs locaux de quatrième division jusqu'à un âge avancé juste pour quelques matchs (avec les clubs de l'IFK Värnamo, du Skogens IF, du Fässbergs IF et de l'IK Oddevold entre 1965 et 1976), le plus souvent en tant qu'entraîneur-joueur.

#### En sélection
Remarqué pour ses bonnes prestations avec le Gårda BK, Gren est sélectionné pour la première en équipe de Suède B le 17 septembre 1939 (victoire 4-1 sur la Norvège B en amical à Örebro), puis joue sa première véritable sélection une année plus tard le 29 août 1940 lors d'une victoire 3-2 contre la Finlande lors d'une rencontre amicale à Helsinki.
Ce n'est qu'au cours de sa seconde sélection qu'il inscrit son premier but sous les couleurs suédoises, à Solna le 22 septembre 1940 lors d'un large succès 5-0 contre ces mêmes finlandais, toujours en amical.
Le 7 juillet 1946 à Solna, Gunnar Gren marque les esprits en inscrivant lors d'un amical un quadruplé contre la Suisse lors d'une victoire 7-2.
Le 10 mai 1947, il est choisi pour faire partie de la sélection européenne devant affronter le Royaume-Uni à Glasgow, avec à la clé une lourde défaite 6-1.

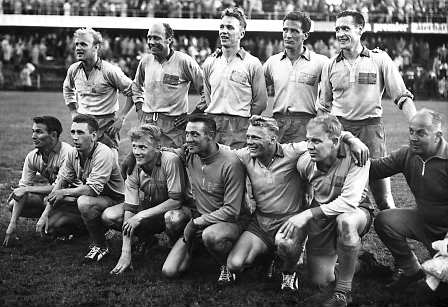
L'équipe suédoise vice-championne du mondial 1958 (Gren 2e en partant de la gauche au rang du haut).

Mais sa première trace marquante avec les Blågult fut lorsqu'il remporta l'or olympique à Londres aux Jeux olympiques de 1948, inscrivant même un doublé en finale contre l'équipe de Yougoslavie (victoire finale 3-1).
Malgré son âge avancé, il est retenu par le sélectionneur anglais de la Suède George Raynor pour disputer la coupe du monde 1958 que la équipe de Suède dispute chez elle à domicile. Il devient alors le plus vieux joueur à disputer une phase finale de coupe du monde (il ne fut dépassé qu'en 1994 par Roger Milla).
Gren et ses coéquipiers terminent premiers avec 5 points du groupe C, avant d'éliminer l'URSS 2-0 en quarts-de-finale. En demi-finale, les Suédois se retrouvent confrontés à la RFA, les tenants du titre, et s'imposent finalement 3-1 le 24 juin à Göteborg (la ville natale de Gren) devant 50 000 spectateurs lors d'un match mémorable au cours duquel Gren inscrivit le but du 2-1.
Après avoir réussi l'exploit de sortir les champions du monde en titre, la finale, se tenant cinq jours plus tard au Råsunda, voit finalement la Suède se faire battre chez elle par 5-2 contre le Brésil de Pelé et Garrincha.
Sa dernière sélection a lieu le 26 octobre 1958 lors d'un match amical se soldant sur un nul 4-4 contre le Danemark. Gren avait alors à l'époque 37 ans et 360 jours. Au total, Gren a joué 57 matchs en sélection (dont 39 victoires) et inscrit 32 buts.

### Entraîneur

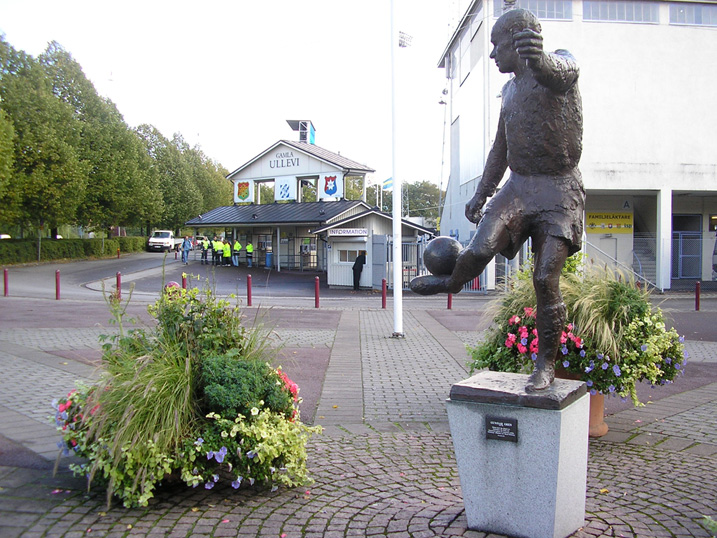
Statue de Gunnar Gren devant le stade Gamla Ullevi à Göteborg.

Lors de sa période milanaise, Gren eut tout d'abord l'occasion une première de goûter au métier d'entraîneur lors de l'année 1953 (seulement pour les matchs de la Coupe Latine 1951). Il ne dirige que deux matchs (où il décide d'entrer en jeu), parvenant à emmener l'équipe jusqu'en finale.
Il fut de nombreuses fois entraîneur-joueur durant sa carrière, comme avec l'Örgryte IS ou le GAIS en Allsvenskan.
Mais Gren fut également entraîneur à temps plein à plusieurs reprises, comme en 1961 lorsqu'il prît les rênes du club italien de la Juventus pour seulement quelques semaines avant d'être obligé de rentrer en Suède à la suite de la mort du père de sa femme. Il sera alors remplacé sur le banc juventino par le Tchécoslovaque Július Korostelev et ne quittera plus jamais sa Suède natale. Il dirigea ensuite les clubs de l'IFK Värnamo, du Redbergslids IK, du Skogens IF, de l'IK Oddevold et du Fässbergs IF.
Gren se retire totalement du monde du football aux alentours des années 1970.
Il meurt d'une attaque cérébrale dix jours après son 71e anniversaire et fut enterré à Västra Kyrkogården (cimetière ouest), quartier de sa ville de toujours, Göteborg.

## Palmarès

### Joueur
| \| IFK Göteborg - Championnat de Suède (1) : - Champion : 1941-42. - Meilleur buteur : 1946-47 (18 buts). \| \| Milan AC - Championnat d'Italie (1) : - Champion : 1950-51. - Vice-champion : 1949-50 et 1951-52. - Coupe Latine (1) : - Vainqueur : 1951. - Finaliste : 1953. \| |  | Suède - Jeux olympiques (1) : - Or : Londres 1948. - Coupe du monde : - Finaliste : 1958.                                                                      |  | - Joueur suédois de l'année : - 1946. |
| IFK Göteborg - Championnat de Suède (1) : - Champion : 1941-42. - Meilleur buteur : 1946-47 (18 buts). |  | Milan AC - Championnat d'Italie (1) : - Champion : 1950-51. - Vice-champion : 1949-50 et 1951-52. - Coupe Latine (1) : - Vainqueur : 1951. - Finaliste : 1953. |  |                                       |

### Entraîneur
Juventus
- Championnat d'Italie (1) :
  - Champion : 1960-61[23].